# Хенсит
Хенсит — богиня-покровительница двадцатого нома Нижнего Египта. Её имя означает «плацента». Хенсит была женою Сопду и дочерью Ра. Её изображали в виде урея, также существуют изображения Хенсит в человеческом образе Хатхор-Исиды, или с пером на голове, как «Правосудие», или в виде коровы.